# Xianghuaqiao
Xianghuaqiao är ett stadsdelsdistrikt i Kina. Den ligger i Qingpu i storstadsområdet Shanghai, i den östra delen av landet, omkring 33 kilometer väster om den centrala stadskärnan. Antalet invånare är 106 830. Befolkningen består av 48 442 kvinnor och 58 388 män. Barn under 15 år utgör 7,0 %, vuxna 15-64 år 87 %, och äldre över 65 år 4,0 %.